# Most tisíciletí
Most tisíciletí (srbskou cyrilicí: Мост Миленијум) je zavěšený most vedený přes řeku Morača v hlavním městě Černé Hory, Podgorici. Most spojuje Bulvár Ivana Crnojeviće v centru města s hustě osídlenými mladšími čtvrtěmi na jeho okraji, odlehčil ostatním mostům.
Most navrhl Mladen Ulićević, profesor místní stavební fakulty. Postavila jej slovinská firma Primorje, 13. července 2005 začal sloužit veřejnosti na černohorský Den národa. Brzy a rychle se stal jednou z dominant města.
Celý most je dlouhý 149 m, jeho pylon se zvedá do výše 57 m nad úroveň silniční vozovky. Na mostovku je natažených 12 lan, dalších 24 je zakotvených na břehu.
Výstavba mostu začala roku 2005, náklady se vyšplhaly na 7 milionů eur. Auta jezdí ve dvou jízdních pruzích a pěším slouží dva chodníky, každý po jedné straně mostu.